# Фенін Юрій Анатолійович
Юрій Анатолійович Фенін (нар. 28 березня 1977) — український футболіст. Нападник, відомий виступами, зокрема за «Таврію» (Сімферополь) і «Левадію» (Таллінн). Другий наймолодший гравець в історії вищої ліги чемпіонату України( після Олега Дзюринця, "Рух", 08.08.2025 дебютував у віці 15 років 17 днів) — 4 листопада 1992 року у складі «Таврії» вийшов на поле проти «Зорі-МАЛС» у віці 15 років 7 місяців.
У кінці 1990-х у складі клубу «Конструкторул» (Кишинів) став чемпіоном Молдови, а згодом — чемпіоном Естонії у складі «Левадії» (Таллінн).
Після завершення кар'єри працює в Маарду (Естонія) начальником виробництва на хімічному заводі, зберіг громадянство України.

## Титули і досягнення
- Чемпіон Молдови (1):

Конструкторул: 1996-97
- Чемпіон Естонії (1):

Левадія (Маарду): 2000
- Володар Кубка Естонії (1):

Левадія (Таллінн): 2001-02
- Володар Суперкубка Естонії (2):

Левадія (Маарду): 2000, 2001